# Rotkugelturm

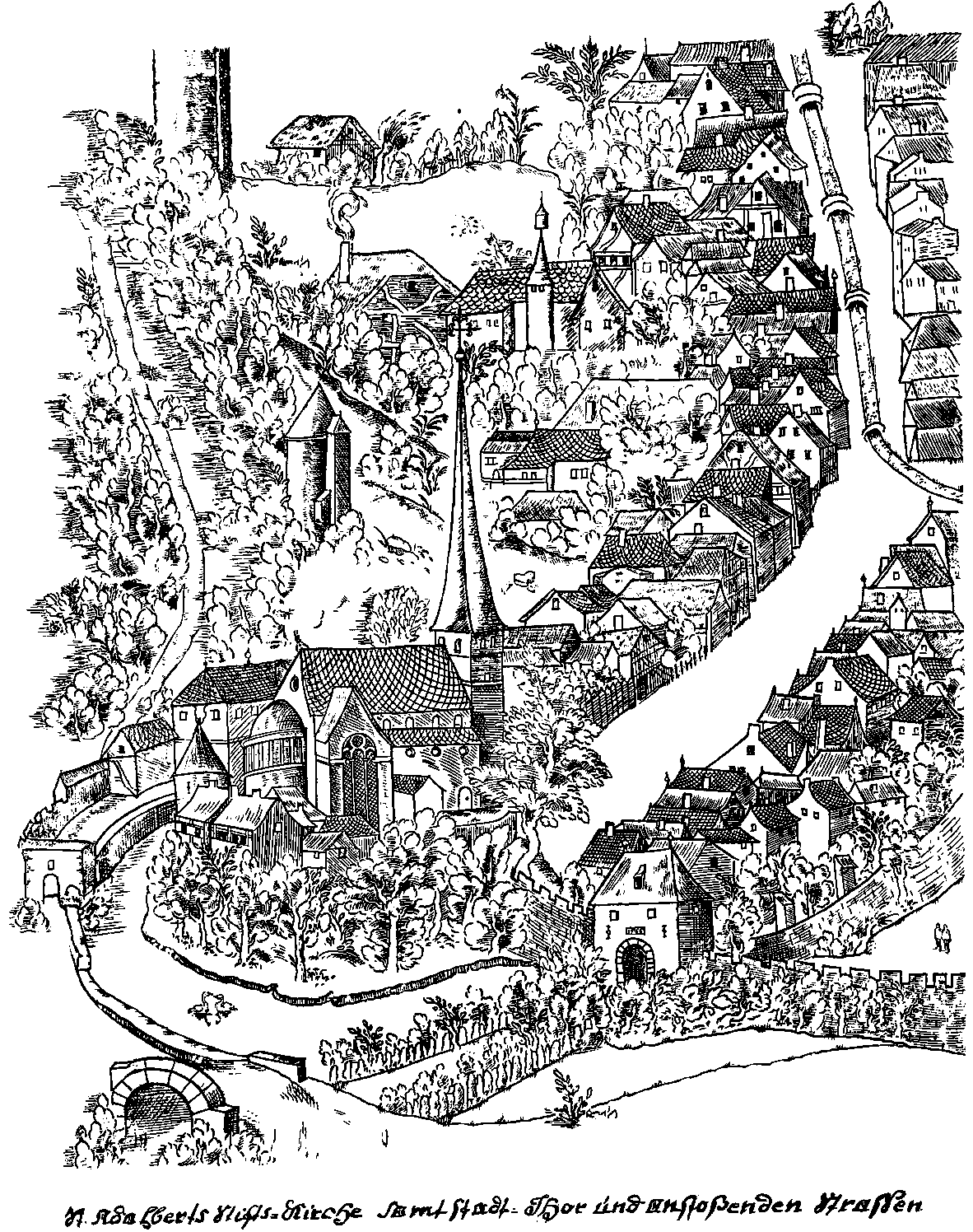
Gedeeltelijke weergave van Aken in 1566 met een schematische voorstelling van de Rotkugelturm (boven de kerk)

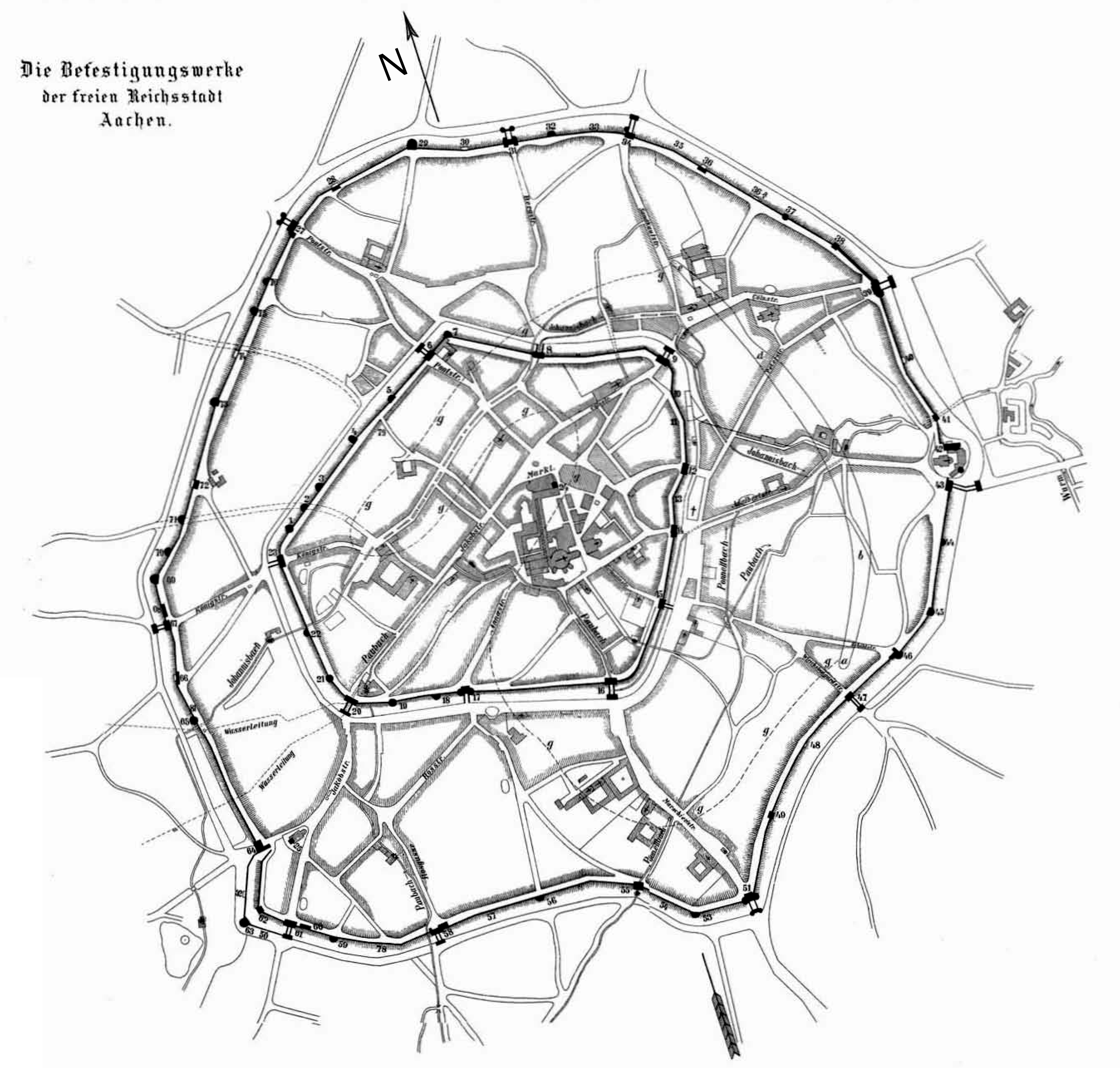
Overzicht van de vestingwerken in Aken. Nummer 44 is de Rotkugelturm.

De Rotkugelturm (in de literatuur ook Rothkugelsthurm, Ruekogelsthorne, Rohkogelsthurm of Schouenthorn genoemd) was een weertoren en maakte deel uit van de tussen 1257 en 1357 gebouwde buitenste stadsmuren van de Duitse stad Aken. De waltoren bestaat niet meer.

## Locatie
In de buitenste ringmuur stond de Rotkugelturm in het oosten tussen de Adalbertstor (in het noordnoordoosten) en de Wirichsbongardstor (in het zuidwesten). Ze bevond zich nabij wat nu de Beeckstraße is. Tussen de Rotkugelturm en de Adalbertstor bevonden zich geen andere torens. Tussen de Rotkugelturm en de Wirichsbongardstor bevonden zich de weertorens Pulvertürmchen en de Schildturm.

## Geschiedenis
De bouwdatum van de Rotkugelturm werd niet overgeleverd, maar werd vermoedelijk opgetrokken in de 13e of 14e eeuw aangezien in de periode van 1257 tot 1357 de buitenste stadsmuur gebouwd werd.
Waarschijnlijk heeft de in de 14e eeuw in Aken levende familie Roytküygel het gebouw de naam gegeven.
In het midden van de 19e eeuw werd de toren afgebroken toen deze in 1830 bij de bouw van een gasfabriek moest wijken.

## Beschrijving
De toren wordt slechts zelden in de literatuur vermeld en had weinig militaire betekenis.
De toren was vermoedelijk rond of deels rond met een kegeldak.